# Austrolimnophila superstes
Austrolimnophila superstes är en tvåvingeart som beskrevs av Alexander 1960. Austrolimnophila superstes ingår i släktet Austrolimnophila och familjen småharkrankar. Inga underarter finns listade i Catalogue of Life.